# Giulia Narduolo
Giulia Narduolo (Montagnana, 23 novembre 1984) è una politica italiana.

## Biografia

### Elezione a deputato
Alle elezioni politiche del 2013 viene eletta deputata della XVII legislatura della Repubblica Italiana nella circoscrizione VII Veneto 1 per il Partito Democratico.